# 阿亞庫喬區
13°09′37″S 74°13′33″W / 13.16028°S 74.22583°W
阿亞庫喬區（西班牙語：Distrito de Ayacucho），是秘魯的一個區，位於該國中南部阿亞庫喬大區的瓦曼加省，面積85.3平方公里，海拔高度2,746米，2005年人口96,939，人口密度每平方公里1,100人。